# Carter County (Kentucky)
Carter County ist ein County im Bundesstaat Kentucky der Vereinigten Staaten. Das U.S. Census Bureau hat bei der Volkszählung 2020 eine Einwohnerzahl von 26.627 ermittelt.
Der Verwaltungssitz (County Seat) ist Grayson, das nach Colonel William Grayson benannt wurde, der George Washington unterstützte. Das County gehört zu den Dry Countys, was bedeutet, dass der Verkauf von Alkohol eingeschränkt oder verboten ist.

## Geographie
Das County liegt im Nordosten von Kentucky, ist im Norden etwa 30 km von Ohio, im Südosten etwa 20 km von West Virginia entfernt und hat eine Fläche von 1067 Quadratkilometern, wovon vier Quadratkilometer Wasserfläche sind. Es grenzt im Uhrzeigersinn an folgende Countys: Greenup County, Boyd County, Lawrence County, Elliott County, Rowan County und Lewis County.

## Geschichte
Carter County wurde am 9. Februar 1838 aus Teilen des Greenup County und des Lawrence County gebildet. Benannt wurde es nach William Grayson Carter, einem US-Senator.
4 Bauwerke und Stätten des Countys sind im National Register of Historic Places eingetragen (Stand 6. September 2017).

## Demografische Daten

Alterspyramide des Carter Countys (Stand: 2000)

Nach der Volkszählung im Jahr 2000 lebten im Carter County 26.889 Menschen. Davon wohnten 625 Personen in Sammelunterkünften, die anderen Einwohner lebten in 10.342 Haushalten und 7.746 Familien. Die Bevölkerungsdichte betrug 25 Einwohner pro Quadratkilometer. Ethnisch betrachtet setzte sich die Bevölkerung zusammen aus 99,02 Prozent Weißen, 0,13 Prozent Afroamerikanern, 0,25 Prozent amerikanischen Ureinwohnern, 0,11 Prozent Asiaten und 0,08 Prozent aus anderen ethnischen Gruppen; 0,41 Prozent stammten von zwei oder mehr Ethnien ab. 0,59 Prozent der Bevölkerung waren spanischer oder lateinamerikanischer Abstammung.
Von den 10.342 Haushalten hatten 33,5 Prozent Kinder und Jugendliche unter 18 Jahre, die bei ihnen lebten. 60,5 Prozent waren verheiratete, zusammenlebende Paare, 10,7 Prozent waren allein erziehende Mütter, 25,1 Prozent waren keine Familien, 22,3 Prozent waren Singlehaushalte und in 9,8 Prozent lebten Menschen im Alter von 65 Jahren oder darüber. Die Durchschnittshaushaltsgröße betrug 2,54 und die durchschnittliche Familiengröße lag bei 2,95 Personen.
Auf das gesamte County bezogen setzte sich die Bevölkerung zusammen aus 24,5 Prozent Einwohnern unter 18 Jahren, 10,8 Prozent zwischen 18 und 24 Jahren, 28,4 Prozent zwischen 25 und 44 Jahren, 23,8 Prozent zwischen 45 und 64 Jahren und 12,5 Prozent waren 65 Jahre alt oder darüber. Das Durchschnittsalter betrug 36 Jahre. Auf 100 weibliche Personen kamen 95,9 männliche Personen. Auf 100 Frauen im Alter von 18 Jahren alt oder darüber kamen statistisch 93,3 Männer.
Das jährliche Durchschnittseinkommen eines Haushalts betrug 26.427 USD, das Durchschnittseinkommen der Familien betrug 31.278 USD. Männer hatten ein Durchschnittseinkommen von 28.690 USD, Frauen 20.554 USD. Das Prokopfeinkommen betrug 13.442 USD. 19,2 Prozent der Familien und 22,3 Prozent der Bevölkerung lebten unterhalb der Armutsgrenze. Davon waren 28,9 Prozent Kinder oder Jugendliche unter 18 Jahre und 21,3 Prozent waren Menschen über 65 Jahre.

## Orte im County
- Access
- Aden
- Beech Grove
- Beetle
- Boone Furnace
- Brinegar
- Carter
- Charlotte Furnace
- Clark Hill
- Cory
- Counts Crossroads
- Deevert
- Denton
- Eby
- Enterprise
- Fairview Hill
- Fitch
- Fultz
- Garvin Ridge
- Gesling
- Globe
- Gollihue
- Grahn
- Grayson
- Gregoryville
- Hayward
- Hitchins
- Iron Hill
- Jacobs
- Jeriel
- Johns Run
- Kehoe
- Lawton
- Leon
- Limestone
- Mount Savage
- Mountain Top
- Music
- North Branch
- Olive Hill
- Pactolus
- Poplar
- Prater
- Reedville
- Rooney
- Rose Hill
- Smiths Creek
- Smoky Valley
- Soldier
- Sophi
- Stinson
- Straight Creek
- Upper Tygart
- Wesleyville
- Willard
- Williams Creek
- Wolf